# Агеев, Евгений Анатольевич
Евгений Анатольевич Агеев (род. 25 сентября 1976, Павлодар) — российский футболист, выступавший на позиции левого защитника. Сыграл 54 матча в высшей лиге России.

## Биография
Воспитанник павлодарского футбола. С 1992 года выступал за дублирующий состав московского ЦСКА. В 1996 году был отдан в аренду в «Ростсельмаш», где в ходе сезона принял участие в 32 матчах высшей лиги. Дебютный матч на высшем уровне сыграл 2 марта 1996 года против московского «Динамо». Вернувшись в ЦСКА, сыграл 22 матча в высшей лиге в сезоне 1997 года. Со следующего сезона потерял место в основном составе армейцев и покинул команду.
В дальнейшем выступал за команды первого и второго дивизионов России. Несколько сезонов отыграл в командах из Нижнего Новгорода. В 2002 году играл в Финляндии. В 29 лет прекратил выступать на профессиональном уровне, затем несколько сезонов провёл в любительских соревнованиях за «Волгу» из Балахны.
Призывался в молодёжную сборную России, в том числе выходил на поле в сентябре 1997 года в отборочном матче чемпионата Европы против Болгарии.